# Ingegerd

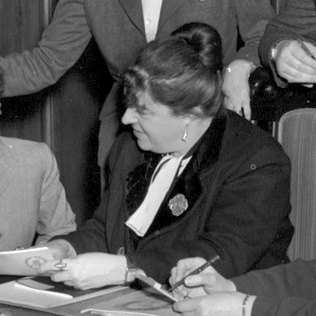
Ingegerd Granlund, 1952.

Ingegerd eller Ingegärd är ett kvinnonamn  med nordiskt ursprung.  Det är en sammansättning av gudanamnet Ing  och gerd med betydelsen 'gård, 'skydd'. Namnet har använts i Sverige åtminstone sedan 1000-talet och förekommer på runstenar, t.ex. på en sten vid Tjuvstigen i Södermanland: "Ingegerd lät resa ännu en sten efter sina söner synliga minnesmärken. Gud hjälpe deras ande. Torer högg."
Namnet var mycket populärt runt mitten av 1900-talet men är idag ovanligt bland de yngsta.[källa behövs]
Den 31 december 2014 fanns det totalt 57 896 kvinnor folkbokförda i Sverige med namnet Ingegerd eller Ingegärd, varav 10 932 bar det som tilltalsnamn.
Namnsdag: 7 november  (sedan 1901). I den finlandssvenska namnsdagslängden har Ingegerd namnsdag 23 januari sedan 1929, då en egen namnsdagskalender togs i bruk för finlandssvenskar.

## Personer med namnet Ingegerd
- Ingegärd Knutsdotter av Danmark, dansk prinsessa, anmoder till Bjälboätten
- Ingegerd Olofsdotter av Sverige, svensk prinsessa, storfurstinna av Kiev, dotter till Olof Skötkonung
- Ingegärd Abenius, svensk fotograf
- Ingegärd Birgersdotter, svensk drottninggemål till kung Sverker den yngre
- Ingegerd Beskow, svensk konstnär
- Ingegerd Elm, svensk politiker (s)
- Ingegärd Fredin, svensk simmare
- Ingegerd Fries, svensk författare och präst
- Ingegärd Frænkel, svensk politiker (fp)
- Ingegerd Granlund, svensk författare
- Ingegerd Haraldsdotter, svensk drottninggemål till kung Filip
- Ingegerd Knutsdotter, svensk nunna, abbedissa i Vadstena
- Ingegärd Martinell, svensk författare
- Ingegerd Monthan, svensk dramatiker
- Ingegerd Palmér, svensk matematiker och akademisk ledare
- Ingegerd Råman, svensk formgivare
- Ingegerd Saarinen, svensk politiker (mp)
- Ingegerd Sahlström, svensk politiker (s)
- Ingegerd Stadener, svensk författare
- Ingegärd Sundell, svensk journalist, författare och musiker
- Ingegerd Sverkersdotter, svensk prinsessa, priorinna i Vreta, dotter till kung Sverker den äldre[4]
- Ingegerd Troedsson, svensk politiker, moderat riksdagsledamot, statsråd och talman
- Ingegärd Waaranperä, svensk kulturjournalist
- Ingegerd Westlander, svensk jurist och justitieråd
- Ingegerd Wärnersson, svensk politiker (S), statsråd och landshövding
- Ingegerd Zetterlund, svensk barnboksförfattare
- Ingegerd Ågren, svensk arkitekt